# Кузьменко Михайло Ілліч
Кузьменко Михайло Ілліч (19 листопада 1936 p., Охтирка, Україна — 29 червня 2019 р., Київ, Україна) — доктор біологічних наук, професор, спеціаліст у галузі радіоекології прісних вод, учасник ліквідації аварії на Чорнобильській АЕС, Заслужений діяч науки і техніки України.
Наукові інтереси пов'язані з проблемами гідроекології, метаболізму гідробіонтів, розподілу і міграції техногенних радіонуклідів у прісних водах, радіочутливості та ураження гідробіонтів іонізуючим опроміненням, функціювання екосистем за умов радіонуклідного та хімічного забруднення водойм.

## Біографія
M.I. Кузьменко народився 19 листопада 1936 p. у м. Охтирка Сумської області. У 1951 р. закінчив Охтирську семирічну школу № 9, у 1957 р. — Ржищевське педагогічне училище на Київщині, у 1964 p. закінчив Київський державний університет ім. Т. Г. Шевченка. У 1964—1967 pp. навчався в аспірантурі Інституту гідробіології АН УРСР, доктор біологічних наук (1982), професор (1994), заслужений діяч науки і техніки України (2007). У 1976 p. очолив лабораторію, з 1983 p. — відділ прісноводної радіоекології. Виконав оригінальні дослідження міксотрофізму та екологічного метаболізму синьо-зелених водоростей за умов антропогенного впливу, розширив і поглибив уявлення про первинну продукцію, участь водоростей у трансформації розчинених органічних речовин і формуванні якості води у водоймах.
Починаючи з 1976 p., M.I.Кузьменко свої наукові інтереси спрямовує на радіоекологічні дослідження прісноводних екосистем України. Після аварії на Чорнобильській АЕС організовував і безпосередньо брав участь у радіоекологічних дослідженнях водойм 30-ти км Зони відчуження, р. Прип'ять, Дніпра та його водосховищ (1986—2006). Разом із співробітниками очолюваного ним відділу виконав радіоекологічні дослідження найбільших рік Європи: Дунаю (1988 p.), Волги (1992 р.) та Південного Бугу (1992 р.). На основі системного підходу узагальнив багаторічну динаміку вмісту, розподілу та міграції широкого спектра техногенних радіонуклідів в абіотичних та біотичних компонентах і розробив оригінальну систему оцінки порушень у біосистемах за умов радіонуклідного забруднення водних екосистем. М. І. Кузьменко зробив розширив сучасні уявлення про екологічні наслідки радіонуклідного забруднення водних екосистем, радіочутливість, ураження гідробіонтів і розвиток радіоекології прісних вод. У 2007 р. за власним бажанням перейшов на посаду провідного наукового співробітника відділу прісноводної радіоекології Інституту гідробіології НАН України.
Помер 29.06.2019 в м. Києві.

## Науковий доробок
М. І. Кузьменко — автор і співавтор понад 400 наукових праць, у тому числі монографій, 3 винаходів, підготував 14 кандидатів і 2 докторів наук, створив наукову школу у галузі радіоекології прісних вод. Удостоєний срібної медалі ВДНГ СРСР (1987). Нагороджений Грамотою Президії Верховної ради Української РСР (1986), Почесною Грамотою Кабінету Міністрів України (2006).
За вагомий особистий внесок у розвиток вітчизняної науки та зміцнення науково-технічного потенціалу держави у листопаді 2018 року нагороджений Почесною Грамотою Верховною Радою України «За особливі заслуги перед Українським народом».
М. І. Кузьменко — член Міжнародного союзу радіоекології, Міжнародного союзу екоетики, Гідроекологічного товариства України, редакційної колегії та науковим редактором-укладачем розділу «Водная радиоэкология» «Гидробиологичекого журнала».
Список основних наукових праць
- Вода міняє колір. — К.: Наук.думка, 1977. — 122 с.
- Миксотрофизм синезеленых водорослей и его экологическое значение.- К.:Наук. думка. — 1981. — 212 с.
- Экотоксикологические и радиоэкологические проблемы атомных и тепловых электростанций в условиях дефицита водных ресурсов. — К.: Наук.думка. — 1989. — 38 с. (соавторы: Романенко В. Д., Брагинский Л. П.).
- Екологія виставляє рахунок. — К.: Видавництво т-ва «Знання» України, 1991. — 32 с.
- Радиоактивное и химическое загрязнение Днепра и его водохранилищ после аварии на ЧАЭС. — К.: Наук.думка. — 1992. — 194 с.(соавторы: Романенко В. Д., Евтушенко Н. Ю., Волкова Е. Н. и др.).
- Гидроэкологические последствия аварии на Чернобыльской АЭС. — К.: Наук.думка. — 1992. — 267 с.(соавторы: Евтушенко Н. Ю., Сиренко Л.А и др.).
- Содержание стронция-90 и цезия-137 в гидробионтах Волги, Днепра и Дуная //Гидробиол. журн.- 1993.- Т. 29, N 5. — С.53-60 (соавторы: Паньков И. В., Волкова Е. Н.).
- Tritium monitoring in water reservoirs: the Ukrainian sample // Proceedings of the IAWQ-IWSA Joint Specialist Conference "Reservoir Management and Water Supply — an Integrated System (Theory, practice, new developments and complex solutions), 19–23 May 1997, Prague, Czech Republic. — Czeske Budejovice: Tiskarna Josef Posekany, 1997. — Vol. 2. — P. 273—281 (co-author: GUDKOV D.I.).
- Радиоэкологические проблемы водоемов Украины // Гидробиол.журн. — 1998. — Т.34, № 6. — С.95-119.
- Гидроэкологический русско-украинско-английский словарь — справочник. К. — Демиур.- 1999.- 262 с. (соавторы: Брагинский Л. П., Ковальчук Т. В., Романенко А. В.).
- Радиоэкология природних вод на стыке тысячелетий //Гидробиол.журн. — 2000. — Т.36, № 2. С.60-76 (соавтор Г. Г. Поликарпов).
- Комплексна оцінка екологічного стану басейну Дніпра. — К.: Видавництво «Логос», 2000. — 102 с. (співавтори: Романенко В. Д., Євтушенко М. Ю., Линник П. М. та ін.).
- Радіонукліди у водних екосистемах України. Вплив радіонуклідного забруднення на гідробіонти зони відчуження // К.: Чорнобильінтерінформ. — 2001. — 318 с. (співавтори: Романенко В. Д., Деревець В. В., Волкова О. М. та ін.).
- Radioactive contamination of aquatic ecosystem within the Chernobyl NPP exclusion zone: 15 years after accident // In: Protection of the Environment from Ionising Radiation. * The Development and Application of a System of Radiation Protection for the Environment. — IAEA-CSP-17. — Vienna: IAEA, 2003. — P. 224– 231 (co-author: GUDKOV D.I., DEREVETS V.V., NAZAROV A.B.).
- Hydrobionts of the Chernobyl NPP exclusion zone: Radioactive contamination, doses and effects // Contributed Papers of the International Conference on the Protection of the Environment from the Effects of Ionizing Radiation, 6–10 October 2003, Stockholm, Sweden. — IAEA-CN-109. — Vienna: IAEA, 2003. — P. 106—109 (co-author: GUDKOV D.I., DEREVETS V.V., NAZAROV A.B. et.al.).
- Aquatic ecosystems within the Chernobyl NPP exclusion zone: The latest data on radionuclide contamination and absorbed dose for hydrobionts // In: Equidosimetry — Ecological Standartization and Equidosimetry for Radioecology and Environmental Ecology / F. Brechignac and G. Desmet (Eds.), Series C: Environmental Security — Vol. 2. — Dordrecht: Springer, 2005. — P. 333—342 (co-author: GUDKOV D.I., DEREVETS V.V., NAZAROV A.B.).
- Dose rates and effects of chronic environmental radiation on hydrobionts within the Chernobyl exclusion zone // In: Radiation Risk Estimates in Normal and Emergency Situations / A.A. Cigna and M. Durante (Eds.). — Dordrecht: Springer, 2006. — P. 69–76 (co-author: GUDKOV D.I., NAZAROV A.B., SHEVTSOVA N. et.al.).
- Гидроекологические уроки аварии на Чернобыльской АЭС//Гідробіологічний журнал — 2006, Т.42, № 4. — С.3-37 (співавтори: Романенко В. Д., Гудков Д.И, Кленус В. Г. и др.).
- Абіотичні чинники водних екосистем. Екол. енциклопедія: у 3-х Т. — К.: ТОВ «Центр екол. Освіти та інформації», 2006. — Т.1. — С.7.
- Гідробіологія. Енциклопедія сучасної України. — К.: Ін-т.енциклопедичних досліджень НАН України. 2006. — Т.5. — С.596-597.
- Техногенні радіонукліди у прісноводних екосистемах. — К.: Наукова думка. — 2010. — 263 с. (співавтори: Гудков Д. І., Кірєєв С. І., Беляєв В. В. та ін.).
- Радіонуклідна аномалія. — К.: Академперіодика. — 2014. — 394 с.
- Гідроекологія: терміни, абревіатури. — К.: Наукова думка. — 2018. — 50 с.